# 商户类别代码
商户类别代码（英語：Merchant Category Code，简称）是ISO 18245中为零售金融行业分配的4位数编码，根据商户类型（例如超市、酒店等）或商户名称（如3000为美联航）。
银行卡组织（如中国银联、美国运通、万事达、维萨）在商户首次接入其收单服务时为商户分配类别代码。MCC用于标明商家提供的商品或服务的类型。
商户类别代码是某些银行判断持卡人消费是否积分，或者积分多少的标准之一。在美国，MCC决定了商户的支付行为是否需要向美国国家税务局报税。